# André the Giant

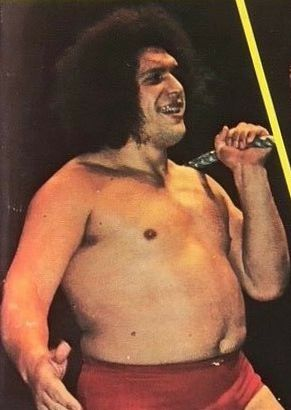
André 1975.

André René Roussimoff més conegut com a André the Giant (19 de maig de 1946 – 27 de gener de 1993), fou un actor i lluitador professional francès. És conegut pel seu paper de Fezzik en la pel·lícula La princesa promesa. Patia gegantisme, cosa que li va permetre que l'anomenessin "La vuitena meravella del món" a causa de la seva altura.
A la World Wrestling Federation (WWF), Roussimoff aconseguí el títol de campió. El 1993, va ser el primer lluitador en entrar al Saló de la Fama de la WWF.

## Carrera

### World Wide Wrestling Federation / World Wrestling Federation (1973-1992)

#### 1973-1987
El 26 de març del 1973 debutà en la World Wide Wrestling Federation (més tard la World Wrestling Federation) com a favorit d'entre els fans, derrotant a Buddy Wolfe.
El 1976 va lluitar contra el boxejador Chuck Wepner en un combat especial (boxejador contra lluitador). Aquest va finalitzar quan l'André el llançà per sobre de les cordes fora del ring. El 1980, va tenir un feu amb Hulk Hogan, van tenir diverses baralles fins i tot al Japó entre 1982 i 1983.
Un altre dels feus d'André va ser contra Killer Khan. D'acord amb la història, Khan li havia trencat el turmell a André durant un combat el 2 de maig de 1981, en saltar des de la tercera corda. (En realitat André Va tenir trencat el turmell en aixecar del seu llit al matí abans del combat.) André va tornar amb venjança en la seva ment. André i Khan van lluitar el 20 de juliol de 1981, el combat va resultar amb una doble desqualificació. El 14 de novembre de 1981, André va derrotar a Khan en el que va ser considerat com un "mongol Llitera Match", en la qual el perdedor ha de ser portat al vestidor en una camilla.
Un altre feu involucra a un home que es considerava "The True Giant "(El Veritable Gegant) de la lluita lliure: Big John Studd. André i Studd van lluitar per intentar determinar qui és el veritable "Gegant de la lluita lliure". Al desembre de 1984, Studd va portar la baralla a un nou nivell quan ell i el seu soci Ken Pastera van noquejar a André durant una baralla d'equips, va començar a tallar-li els cabells. Després d'obtenir Venjança a Pastera, André va desafiar a Studd a un "Body Slam Challenge" en el primer WrestleMania, el 31 de març de 1985. André va derrotar a Studd per guanyar el combat i recollir el premi de $ 15,000, a continuació, va procedir a llençar diners en efectiu als aficionats abans que el mànager de Studd, Bobby "The Brain" Heenan robés la bolsa.
A l'any següent en WrestleMania 2, el 7 d'abril de 1986, André va continuar mostrant el seu domini en guanyar una Battle Royal de vint homes, André eliminar finalment a Bret Hart per guanyar el combat.
Després de WrestleMania 2, André va continuar el seu feu amb Studd i King Kong Bundy. Per aquesta època André va sol·licitar un permís d'absència per atendre els seus problemes de salut. També havia aconseguit un paper a The Princess Bride. Per explicar l'absència d'André, Bobby Heenan deia que André li tenia por Studd i Bundy. André va tornar amb un soci de la seva elecció per lluitar contra Studd i Bundy en una baralla per equips. El 1986 André va començar a usar una màscara i competint com "Giant Machine", a finals de 1986 quan "Giant Machine" "desaparèixer", André va tornar a combatre sense màscara però com Heel.

#### 1987-1988
El 1987 tornar el seu feu amb el llavors Face Hulk Hogan, el 21 febrer 1987 tots dos van participar en un Battle Royal on André eliminar a Hogan. En WrestleMania 3, Hogan va derrotar a Andre després d'aplicar-li un "Leg Drop". En realitat André havia accedit a perdre el combat temps abans, sobretot per raons de salut. En Survivor sèries el Team André va derrotar el team Hogan, després que André cobrís a Bam Bam Bigelow.
Mientras tant, "The Million Dollar Man" Ted DiBiase, no va aconseguir persuadir Hogan que li venguin el Campionat de la WWF. Després de no poder derrotar Hogan en una sèrie combats, DiBiase va comprar a André, actuant com el seu assassí a sou. Andre va guanyar el títol de la WWF d'Hogan (El seu primer títol) el 5 de febrer de 1988. Després de guanyar André "va vendre" el títol a DiBiase, però la transacció va ser declarada nul·la pel llavors president de WWF Jack Tunney i el títol va quedar vacant. El feu amb Hogan va acabar després d'un combat de Steel Cage, el 31 de juliol de 1988. En SummerSlam de 1988 André i DiBiase (Anunciats com "The Mega Bucks") van ser derrotats per Hulk Hogan i "Mascle Man" Randy Savage (Coneguts com The Mega Powers) després que Savage cobrís DiBiase després d'un "Leg Drop" d'Hogan i un "Diving Elbow Drop" de Savage.

#### 1988-1990
André en el seu feu amb Jake Roberts. El Pròxim feu d'André va ser contra Jake Roberts. En aquesta història, es va dir que André li tenia por de les Serps, Roberts en un Main Event, llaç seu Serp, Damien, per la por d'André; com a resultat va patir un lleu atac de cor (Kayfabe) i juro venjança. Durant les properes setmanes, Roberts sovint s'acostava al ringside durant els partits d'André. al llarg del seu feu (que els porto a WrestleMania V), Roberts utilitzava constantment a Damien (el seu Serp) per obtenir avantatge psicològica sobre André molt més gran i més fort. El 1989, André i Big John Studd (qui cap al seu retorn després de 2 anys) van repetir la seva breument el seu feu, aquest cop amb Studd com Face i André com Heel. durant l'estiu i la tardor de 1989.
A finals de 1989, André es va unir amb el també membre de la Família Heenan, Haku per formar un equip anomenat The Colossal Connection on ràpidament van guanyar els Campionats en Parelles de la WWF el 13 de desembre de 1989, derrotant a Demolition. André i Haku van defensar amb èxit els seus títols en diverses baralles en contra de Demolition, fins a WrestleMania VI l'1 d'abril de 1990, quan Demolition van recuperar els títols. Després del partit Heenan va culpar André per la pèrdua dels títols i després de cridar-li va donar una bufetada a la cara; André va respondre amb una bufetada, canviant a Face per primera vegada en tres anys.

#### 1990-1992
André va continuar fent aparicions en la WWF en tot 1990 i 1991. va arribar a l'ajuda de The Big Boss Man en el seu partit en WrestleMania VII contra Mr.Perfect.En 1 Moment estava anunciat per entrar al Royal Rumble de 1991, però es va retirar a causa d'una lesió a la cama. André finalment va tornar a l'acció el 26 d'abril de 1991 en un Tag Team de sis homes on el seu equip va guanyar. El 10 de maig va participar en un Battle Royal de 17 homes House Show (guanyat per Kerry Von Erich).

### All Japan Pro Wrestling i Universal Wrestling Association (1990-1992)
Després de WrestleMania VI, André va passar l' resta de la seva carrera al ring en l'All Japan Pro Wrestling (AJPW) i la Universal Wrestling Association de Mèxic. Va recórrer amb AJPW tres vegades per any, a partir de setembre de 1990 i 1992 en general fent equip amb Giant Baba en els partits d'equip. Va fer la seva última gira de Mèxic a través d'abril i maig de 1992 en una selecció de tag team de sis homes. El seu combat final va ser en AJPW al desembre de 1992.